# Malagere, Belur
Malagere là một làng thuộc tehsil Belur, huyện Hassan, bang Karnataka, Ấn Độ.